# Mélusine (album de Cécile McLorin Salvant)
Pour les articles homonymes, voir Mélusine.
Albums de Cécile McLorin Salvant
Ghost Song
(2018)
Mélusine est le septième album studio de la chanteuse franco-américaine Cécile McLorin Salvant, paru le 24 mars 2023 chez Nonesuch Records. Enregistré en avril 2022 à Brooklyn, il est produit par Salvant et Tom Korkidis.
Principalement chanté en français, cet album-concept se base sur la vie de Mélusine.
L'album, salué par la critique, est nommé pour deux Grammy Awards.

## À propos de l'album

### Thématiques
L'album est nommé d'après Mélusine, personnage féminin légendaire du folklore européen, notamment évoquée par Jean d'Arras dans son Roman de Mélusine, dont le bas du corps devient se transforme en serpent les samedis,. Elle accepte d'épouser Raymondin et de le rendre riche s'il ne lui rend pas visite les samedis, mais quand il brise sa promesse, elle se transforme en dragon et s'enfuit.

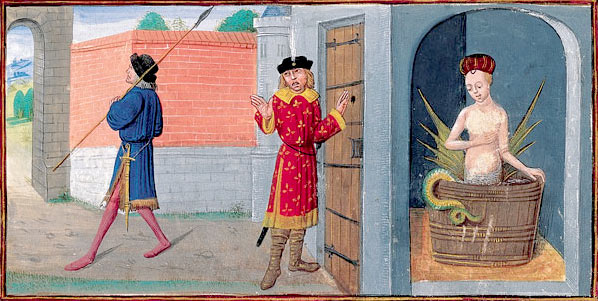
Mélusine en son bain, épiée par son époux Raimondin (illustration du Roman de Mélusine par Jean d'Arras).

Cécile McLorin Salvant est d'abord marquée par le temps pour soi que réclame Mélusine, cette « chambre à soi » pour reprendre l'expression de Virginia Woolf, et par la difficulté de faire respecter cette demande. Au fur et à mesure, elle s'est de plus en plus identifiée aussi à Raymondin, qui a du mal à accepter que sa partenaire ait un monde duquel il est exclu.
Pour la chanteuse, l'album parle aussi « du sentiment d'être un hybride, un mélange de différentes cultures », ce qu'elle vit « non seulement en tant qu'enfant née aux États-Unis d’immigrants de la deuxième génération, mais aussi en tant que personne élevée dans une famille mixte, issue de différents pays, dans une maison où l'on parle plusieurs langues ».

### Style
Contrairement à l'opéra ou à la comédie musicale, où chaque chanson fait avancer le récit, les chansons de Mélusine cherchent à incarner les émotions des différentes étapes du récit. On trouve dans l'album « autant la musique de cabaret, de la musique de la Renaissance, de la folk que du jazz… », avec des chansons du XIIe siècle ou de Broadway et quelques compositions originales.

### Enregistrement et sortie
L'album est enregistré les 12 et 26 avril 2022 à Brooklyn,, sauf La route enchantée, enregistré en concert. Cécile McLorin Salvant produit l'album avec Tom Korkidis. La chanteuse est accompagnée par les pianistes Sullivan Fortner et Aaron Diehl, le saxophoniste Godwin Louis, les bassistes Paul Sikivie et Luques Curtis, les batteurs Kyle Pool et Obed Calvaire et le percussionniste Weedie Braimah. Salvant chante principalement en français, mais également en anglais, en occitan et en créole haïtien,,.
L'album parait en numérique le 24 mars 2023, et un vinyle est commercialisé le 19 mai 2023, tous deux chez Nonesuch Records. Un premier single, D'un feu secret, accompagné d'un clip réalisé par Amanda Bonaiuto, annonce l'album en janvier 2023. Ce morceau, composé en 1660 par Michel Lambert, est chanté par Salvant dans le style d'une musique ancienne, en fort contraste avec les sonorités anachroniques du synthétiseur de Sullivan Fortner. Le second single Mélusine sort le 2 mars 2023.

## Réception critique
Mélusine est largement salué par la presse : TSF Jazz, Jazz Magazine, etc. On peut ainsi lire dans Citizen Jazz qu'« avec ce disque, Cécile McLorin s'impose comme une femme troubadour semant le trouble dans le genre jazzistique : sa liberté est désormais sans limites ». Pour Le Devoir, Cécile McLorin Salvant est « aussi enracinée que sans frontières. Capable d'incarner une fée à la fois fondatrice et maléfique, mythe aux mille variantes depuis l’Antiquité, sans perdre le groove une seule mesure ».
Mélusine figure sur les listes des meilleurs albums de l'année 2023 pour AllMusic, pour Louder Than War (en) et Mojo.

### Prix et nominations
- 2024 : nommé au Grammy Award du meilleur album de jazz vocal[21],[22]
- 2024 : nommé au Grammy Award du meilleur arrangement, instrumental ou vocal (en) pour Fenestra[21],[22]

## Pistes
| No  | Titre                                | Paroles                | Musique                     | Durée |
| --- | ------------------------------------ | ---------------------- | --------------------------- | ----- |
| 1.  | Est-ce ainsi que les hommes vivent ? | Louis Aragon           | Léo Ferré                   | 5:26  |
| 2.  | La Route enchantée                   | Charles Trenet         | Charles Trenet              | 5:57  |
| 3.  | Il m'a vue nue                       | Rip                    | Pierre Chagnon, Fred Pearly | 2:47  |
| 4.  | Dites moi que je suis belle          | Eustache Deschamps     | Anonyme                     | 2:41  |
| 5.  | Doudou                               | Cécile McLorin Salvant | Cécile McLorin Salvant      | 5:34  |
| 6.  | Petite musique terrienne             | Luc Plamondon          | Michel Berger               | 2:20  |
| 7.  | Aida                                 | Cécile McLorin Salvant | Cécile McLorin Salvant      | 1:03  |
| 8.  | Mélusine                             | Cécile McLorin Salvant | Cécile McLorin Salvant      | 3:13  |
| 9.  | Wedo                                 | Cécile McLorin Salvant | Cécile McLorin Salvant      | 0:58  |
| 10. | D'un feu secret                      | Michel Lambert         | Michel Lambert              | 3:44  |
| 11. | Le temps est assassin                | Véronique Sanson       | Véronique Sanson            | 3:49  |
| 12. | Fenestra                             | Cécile McLorin Salvant | Cécile McLorin Salvant      | 5:18  |
| 13. | Domna n'almucs                       | Iseut de Capio         | Iseut de Capio              | 0:44  |
| 14. | Dame Iseut                           | Almucs de Castelnou    | Almucs de Castelnou         | 1:33  |

## Musiciens
- Cécile McLorin Salvant : chant, synthétiseur (7, 9, 13)
- Sullivan Fortner : piano (3, 5, 6, 11, 12), synthétiseur (6, 10), kalimba (12), chant (12), célesta (14)
- Aaron Diehl : piano (1, 2)
- Paul Sikivie : basse (1, 2)
- Kyle Pool : batterie (1, 2)
- Lawrence Leathers : batterie (2)
- Luques Curtis : basse (3, 5, 12, 14)
- Obed Calvaire : batterie (3, 5, 12)
- Godwin Louis : saxophone alto (3, 5), sifflet (3), vocals (12)
- Weedie Braimah : percussions (3, 5, 12, 14), djembé (4)
- Daniel Swenberg : guitare classique (8)